# José Tomás Alvarado
José Tomás Alvarado (28 de junio de 1969) es un filósofo y abogado chileno. Su investigación está centrada principalmente en metafísica, ontología, filosofía del lenguaje y epistemología, con especial atención a las discusiones relativas a los mundos posibles y el problema de los universales. También es autor de una multitud de escritos sobre filosofía de la religión y filosofía del derecho.

## Biografía
José Tomás Enrique Andrés Alvarado Marambio nació el 28 de junio de 1969. Cursó sus estudios primarios y secundarios en el Saint Gabriel's English School de Santiago de Chile.
Se licenció en derecho en 1994, por la Pontificia Universidad Católica de Chile. En 1998, el título de abogado le fue otorgado por la Corte Suprema de Chile. Concretó en la Universidad de Navarra su doctorado en filosofía en 2001, tomando lugar su defensa de tesis el 30 de noviembre de 2001. Ésta se tituló Hilary Putnam: el argumento de teoría de modelos contra el realismo (publicada como libro al año siguiente), siendo su director de tesis el profesor y filósofo español Jaime Nubiola.
Entre 2005 y 2012, trabajó como profesor adjunto de la Pontificia Universidad Católica de Valparaíso; y desde 2012 hasta el presente, ha trabajado en la Pontificia Universidad Católica de Chile, iniciando como profesor asistente y desempeñándose actualmente como profesor asociado. 
Ha tenido responsabilidades de docencia universitaria en Cursos de Pregrado en Filosofía (en metafísica, teoría del conocimiento y filosofía del lenguaje), en Cursos de Servicio para el College UC y en Cursos de doctorado en Filosofía. También, incidentalmente, ha impartido cursos de ética, antropología filosófica, filosofía política, filosofía moderna y filosofía del derecho. Ha dirigido multitud de tesis de licenciatura y doctorado.
Es miembro del comité del área de humanidades de la Comisión Nacional de Acreditación. Ha sido lector de pruebas para la Stanford Encyclopedia of Philosophy.

## Pensamiento

### Metafísica, epistemología y filosofía del lenguaje

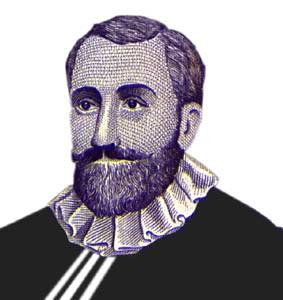
El filósofo y teólogo español Antonio Rubio de Rueda fue quien empleó por primera vez la noción de mundo posible.

Sus proyectos de investigación se han concentrado principalmente en la metafísica analítica, especialmente metafísica modal y metafísica de propiedades. Es un ferviente defensor de los universales platónicos (en desmedro de los aristotélicos). Alvarado ha destinado buena parte de su obra para elucidar qué son los mundos posibles (estudiando tanto el actualismo como el posibilismo modal) y los universales, así como cuáles son sus impactos en temáticas clave a nivel metafísico y epistemológico (véase: el fundacionalismo, la idea de dependencia, el debate entre determinismo e indeterminismo, la noción de emergencia, la identificación de semejanzas objetivas, las relaciones de identidad y causalidad, la naturaleza de las leyes naturales, las prácticas inductivas, la noción de haecceitas, el papel de la semántica en discusiones metafísicas y ontológicas, la caracterización de los estados de cosas como estructuras no-mereológicas compuestas por universales, objetos y tiempos; definición y ejemplos de las clases naturales, la distinción entre nombres propios y descripciones, la posibilidad del libre albedrío, el problema mente-cuerpo o la existencia de Dios, entre otros).
Ha desarrollado una teoría modal de los mundos posibles como universales estructurales y una ontología de universales trascendentes, según la cual los mundos posibles - las formas en que podrían ser todas las cosas - son propiedades universales trascendentes que especifican con el máximo detalle cómo sería todo, al precisar la naturaleza de cada una de las partes del mundo y sus relaciones mutuas. Sólo uno de estos universales estructurales máximos está instanciado, siendo este el mundo. Alvarado ofrece además una teoría nuclear de cúmulos de tropos que es coherente con la ontología platónica de los universales, buscando con ello superar y hacer converger tanto a las ontologías de sustratos como a las ontologías de tropos.

El diagrama muestra el experimento mental de Galileo Galilei sobre la inercia. Pensó que una pelota, rodando o deslizándose por una colina sin fricción, subiría hasta la misma altura en una colina opuesta. Siguiendo esta lógica, cuando la rampa se acerque a una superficie plana, la pelota rodará eternamente. Por tanto, no se necesita ninguna fuerza para mantener un objeto en movimiento con velocidad constante.

Ante la pregunta por el papel epistemológico de las posibilidades, Alvarado enfatiza en cómo estas son condición sine qua non para la inteligibilidad de la realidad. Así como son constatados los hechos factuales en el mundo, en paralelo son proyectadas racionalmente todas las "historias posibles" capaces de tomar lugar; de modo que las proposiciones modales (con un operador modal de la forma “es necesario que p” o “es posible que p”) que somos capaces de enarbolar impactan en nuestras prácticas de forma sustancial. Por ejemplo, en el ámbito jurisprudencial, es el atributo de la posibilidad aquello que habilita la discusión sobre la culpabilidad de los agentes criminales y sus consiguientes juicios condenatorios, sobre la base de que sus actos podrían haber sido de otra manera. También, en el ámbito de la práctica científica, es notable el papel que tienen los experimentos mentales, siendo escenarios contrafácticos que ofrecen conocimiento sobre la realidad física del mundo. Un caso famoso de ello es el principio de inercia, cuyo propuesta sugiere la existencia de un ente físico sin interacción con otros entes, situación imposible de apreciar factualmente. 
En el debate entre realismo y antirrealismo, ha criticado rudamente los argumentos antirrealistas que descansan sobre el principio de manifestación. Según este, el realista afirma como verdaderas proposiciones cuya base de evidencia trascendería nuestras capacidades epistémicas. Afirmar el valor de verdad de proposiciones como "en todo proceso de intercambio energético, la materia no se crea ni se destruye, sólo se transforma" requeriría de poder acceder no sólo a todas las coordenadas del universo físico para poder estudiar los eventos de intercambio energético que toman lugar, sino que además sería necesario que pudiésemos acceder a los eventos de intercambio energético pasados y futuros para confirmar la verdad detrás de la proposición. Alvarado argumenta que este "desafío" puede ser saldado si el principio de manifestación es interpretado en coherencia con el principio de composicionalidad del significado. Véase: el realista tiene la posibilidad de aceptar como verdaderas proposiciones que escapan a su finita experiencia, en tanto un determinado componente semántico específico tenga asociadas correctas disposiciones de uso. Su defensa del realismo le ha llevado a criticar las teorías antirrealistas de la verdad (particularmente las de Hilary Putnam y Crispin Wright), destacando los altos costos epistemológicos que estas traen consigo, pues presuponen en los agentes cognoscente capacidades epistémicas exorbitantes:

En resumen, un motivo importante para desechar la teoría anti-realista de la verdad tiene que ver con que la noción de verificabilidad ideal resulta demasiado fuerte para que sea alcanzable en algún mundo posible. Por otro lado, la remisión a una situación contrafáctica que hace la noción de verificabilidad ideal es requerida para que la teoría de la verdad anti-realista no sea obviamente falsa. Sin embargo, cuando se pretenden solventar las dificultades que hacen inservible tal teoría con la idea de una verificabilidad idealizada, surgen los problemas que aquí se han detallado, pues aunque no se requiera en el mundo actual una verificación tan fuerte, se requiere una verificación con tal nivel de fortaleza en un mundo posible. El ataque se hace sobre la verificación en ese mundo posible. En otras palabras, si es irrazonable pedir una verificación concluyente en el mundo actual dado el aparato cognitivo de los seres humanos, es igualmente irrazonable pensar que esos mismos seres humanos alcanzarán tal verificación en un mundo posible. Sin embargo, lo que se requiere para legitimar su concepción de la verdad como verificabilidad idealizada es precisamente eso.
José Tomás Alvarado

A propósito de Putnam, Alvarado rescata de su teoría de modelos la crítica a la semántica naturalista y su uso para la compresión de las nociones mentales.
En el contexto de las disputaciones sobre el realismo estructural óntico, una de las objeciones más habituales que se le ha planteada a esta postura es su aparente petición de subvertir el orden de prioridad ontológica entre los relata y las relaciones. No resultaría posible sostener lógicamente la realidad de las relaciones si no se está comprometido también con el hecho de que algunas cosas están relacionadas, de modo que los relata gozarían de una suerte de prioridad conceptual respecto de las relaciones. Alvarado no está de acuerdo con esta objeción, y platea como posibles respuestas solventativas la postulación de nodos primitivos, dependencias ontológicas simétricas, o tropos relacionales nodales.

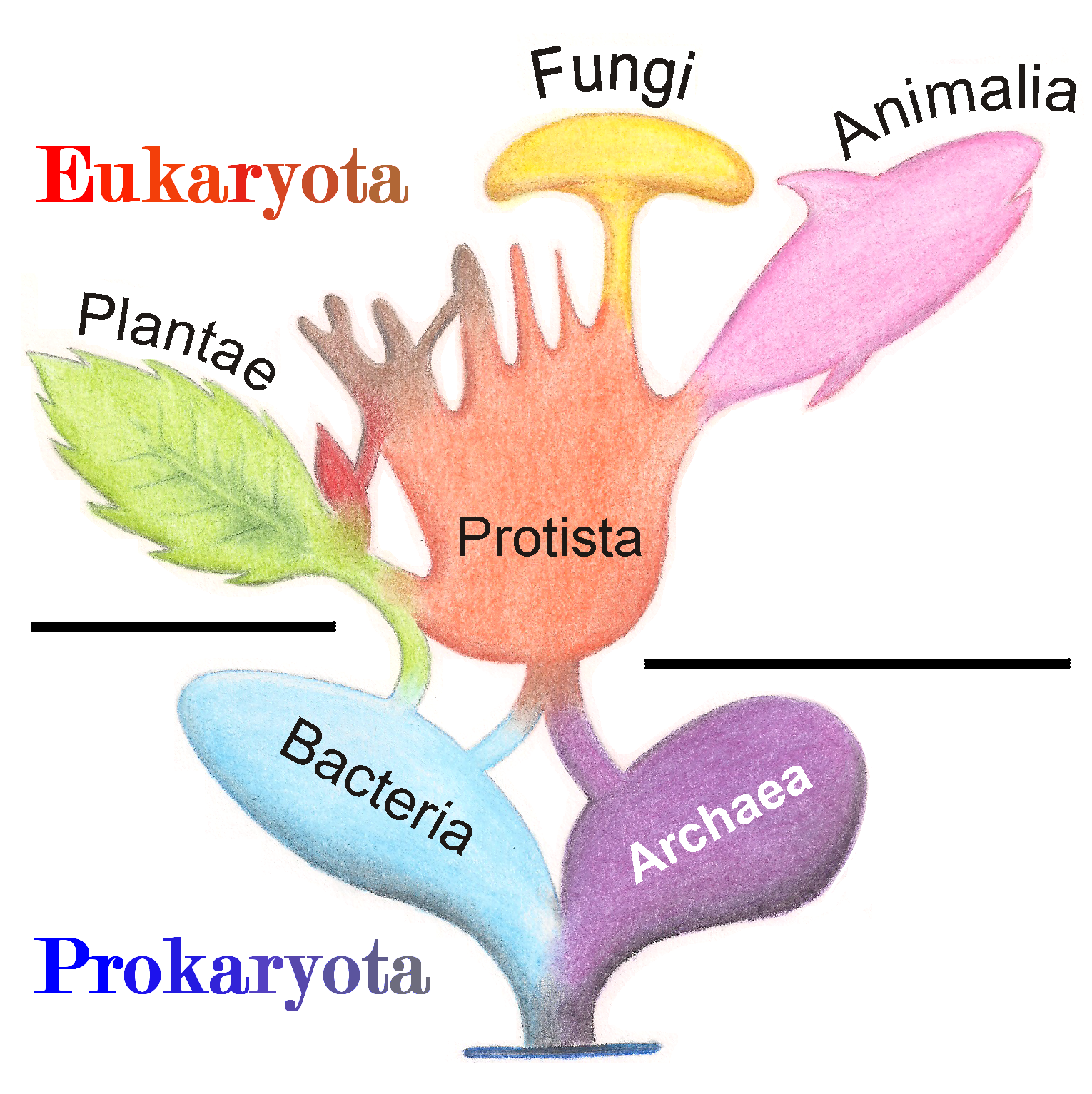
Árbol de los seres vivos sobre la base de las relaciones simbiogenéticas y filogenéticas. Los procariontes aparecen en el registro fósil hace al menos 3700 Ma, mientras que el origen de la célula eucariota se dio por simbiogénesis entre una arquea y una bacteria hace al menos 2100 Ma.

Las preocupaciones metafísicas de Alvarado han alcanzado el campo de la filosofía de la biología. En específico, la pregunta por las condiciones de identidad de los organismos. Argumenta que su identidad viene dada por el siguiente principio: para todos los organismos x e y, x = y si y sólo si x ha sido causado por la actividad autopreservativa de y. Su propuesta resulta llamativa, pues busca coordinar y unificar tres importes teorías sobre la perdurabilidad de la identidad biológica de los organismos en el tiempo y en diferentes mundos posibles. A saber:
1. La visión tripartita de Robert Wilson, la cual sostiene que un organismo es un agente viviente que pertenece a un linaje reproductivo y que posee autonomía funcional mínima.[36][37]

1. La teoría inmunológica de Thomas Pradeu, según la cual un organismo es un todo funcionalmente integrado de partes heterogéneas controlado por interacciones inmunes.[38][39]
2. El enfoque de Ellen Clarke sobre la múltiple realizabilidad de los individuos biológicos, donde se afirma que un organismo es un todo funcionalmente integrado de partes heterogéneas controlado por mecanismos de patrullaje y mecanismos de demarcación.[40][41][42][43]

Resulta valorable en el trabajo de Alvarado la recuperación de autores para los debates de metafísica analítica, pues así como ha estudiado la utilidad que figuras canónicas como Aristóteles reportan para esta disciplina filosófica, también se ha permitido buscar e identificar aliados en autores más periféricos (de cara al canon filosófico) como Alonso Briceño. En concreto, Alvarado ha hecho uso de la "intuición de Briceño" para buscar dar cuenta de la naturaleza de los objetos particulares.

### Filosofía del derecho, antropología filosófica y ética

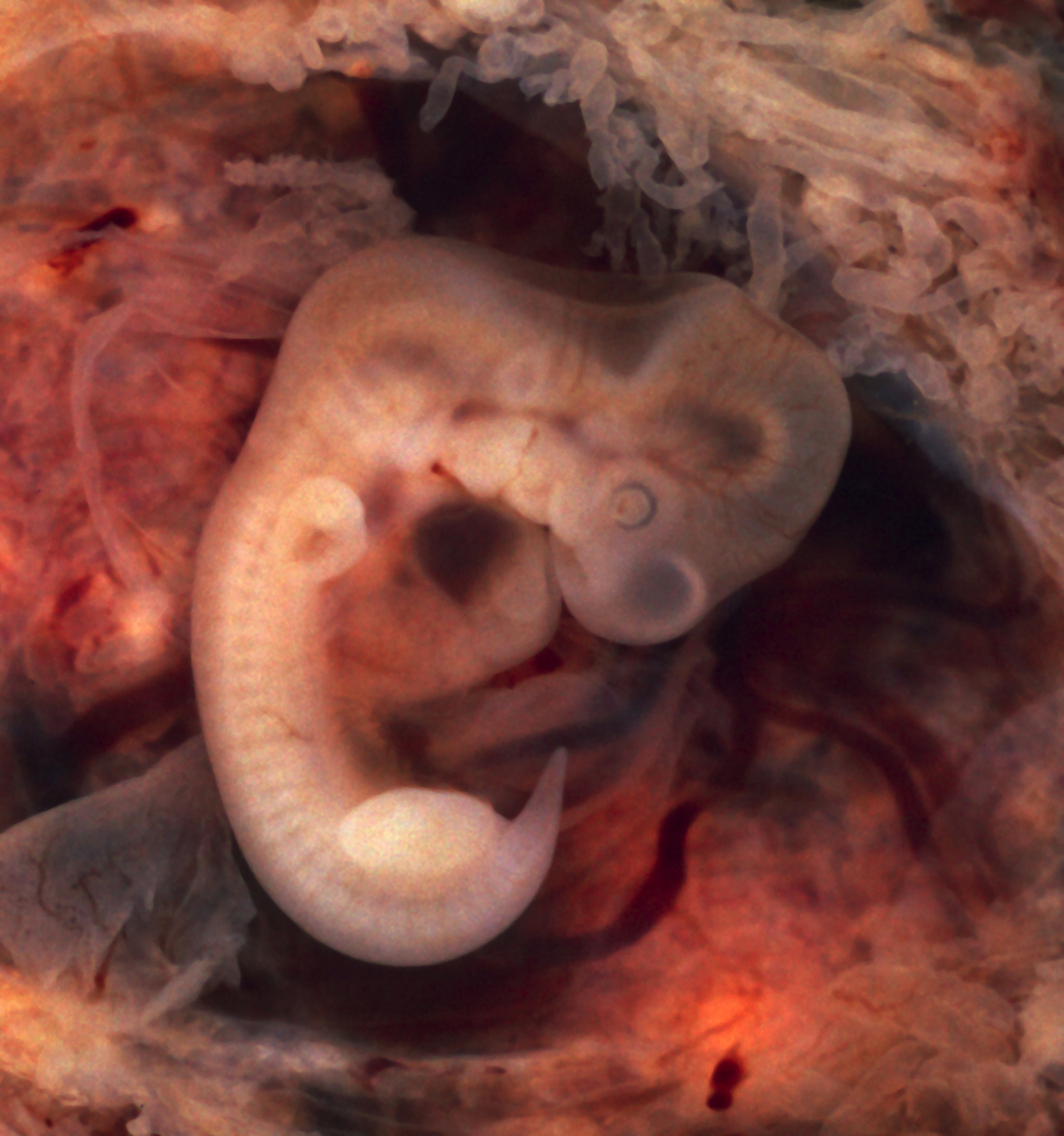
En la imagen: un embrión humano en su 7.ª semana de gestación. La pregunta por la condición de persona del embrión humano es un asunto de gran importancia en ámbitos jurisprudenciales, éticos, antropológicos y políticos; siendo una de sus expresiones contemporáneas la discusión sobre la legalidad y/o la reprochabilidad moral del aborto.

Alvarado ha participado en la discusión sobre la condición de persona del embrión humano, condición que les reconoce desde el momento de su concepción. Asimismo, es crítico con los usos "moralmente reprochables" que se hacen de los diagnósticos genéticos preimplantacionales, que van desde motivos técnicos (el daño que puede ocasionar la técnica en los embriones sanos que serán implantados o los errores en las interpretaciones de los exámenes genéticos) hasta motivos ético-antropológicos (circunscritos a los dilemas emergentes sobre la producción y respeto a la vida e integridad de los embriones humanos en desarrollo).

En materia de hermenéutica del derecho, Alvarado está en contra de la interpretación proporcionalista de los derechos fundamentales. Desde este enfoque, las normas de derechos fundamentales se consideran principios de maximización, los cuales no imponen automáticamente derechos u obligaciones, sino que consignan "intereses" o "valores" para maximizar. En razón de ello, los tribunales evalúan la constitucionalidad ponderando el peso relativo de los intereses involucrados. Sin embargo, la interpretación proporcionalista supone un peso relativo determinado entre valores básicos. Alvarado cuestiona la existencia de hechos determinados de comparación y conmensuración entre valores básicos, lo cual le lleva a defender que realmente no hay razones para aceptar la conmensurabilidad de valores básicos.

La evolución según el transhumanismo.

Permaneciendo en el debate sobre los derechos fundamentales, existen voces a favor de la incorporación de la felicidad como un derecho de este calibre. Utilizando el esquema de Hohfeld, que distingue reclamos/derechos, libertades, poderes e inmunidades, Alvarado ha examinado la pertinencia de considerar a la felicidad como un derecho. Es importante definir qué se entiende por felicidad, pudiendo ser agrupadas las definiciones de esta idea en dos grandes bloques: felicidad como 1) estados/eventos/objetos independientes de actos libres y felicidad como 2) resultado de actos libres. Ambas concepciones comportan, a su juicio, dificultades para afirmar un supuesto derecho a la felicidad. En la primera concepción, el Estado debería proporcionar prestaciones imposibles para asegurar placer, riqueza, fama, belleza o inteligencia a todos. En la segunda concepción, el Estado debería proveer actos libres de las personas, pero esto es impracticable. El Estado sólo puede garantizar condiciones para la búsqueda de la felicidad, al punto en que las libertades para perseguir la felicidad ya están incorporadas como garantías fundamentales en constituciones e instrumentos de derechos humanos. De ahí que, en términos restringidos, un derecho a la felicidad entendido como libertad para perseguirla sería redundante.
Alvarado no ha estado ajeno a los debates sobre la posthumanización tecnológica. De cara a los desarrollos técnicos actuales, capaces de realizar labores de contaminación genética e hibridación total de los seres humanos con otros seres vivos y con las máquinas, él y otros intelectuales han advertido que muchos posthumanistas (y transhumanistas) caen en el error de suponer - acríticamente - que cualquier ruptura del equilibrio natural será adecuada para este programa. Esto vuelve necesario plantar resistencias a las transformaciones sociales y políticas que estas nuevas tecnologías habilitan:

No se requiere una reflexión muy extensa para percatarse que mutaciones aleatorias o hibridaciones aleatorias serán en su gran mayoría no beneficiosas. Y no lo serán no porque traigan consigo algo nuevo, extraño y que difumina los límites y bordes de lo humano con lo no-humano. La desmesura, la falta de armonía, la monstruosidad del monstruo, no tienen que ver simplemente con su novedad. La monstruosidad resulta inquietante porque es la marca de lo inadecuado, esto es, de lo que no puede insertarse armoniosamente en el plexo de relaciones de la naturaleza humana y no-humana. Un animal monstruoso está abocado a su propia destrucción. Las mismas consideraciones que muestran la importancia de las relaciones entre los diferentes elementos o constituyentes de un ecosistema para conformar y mantener su equilibrio —tan caras a la ecología profunda— son las que hacen también razonable la actitud de temor frente a lo monstruoso. Lo monstruoso es lo que rompe ese equilibrio. La desmesura del monstruo lo hace inadaptado.
José Tomás Alvarado y Luca Valera

### Filosofía de la religión
La definición de la idea de religión es un asunto nodal en toda discusión sobre filosofía de la religión. Alvarado sostiene que identificar el término religión con un acto de creencia en algo conduce a consecuencias absurdas. Frente a ello, y entre las múltiples opciones, afirma que es mejor identificar a la religión como una teoría acerca de Dios o algunos dioses:

[…] un análisis correcto del concepto de ‘religión’ debe dar una importancia central al objeto del acto de creencia, esto es, a las proposiciones que son creídas. Esto es, en efecto, lo que parece ofrecer condiciones de identidad más razonables para una religión. Un análisis correcto del concepto de ‘religión’ debería también dar una importancia central a los conceptos de Dios y divinidad como componentes centrales de tales creencias.
José Tomás Alvarado

| Vishnu | Zamná e Ixchel | Brahma | Jehová |

En lo que a exégesis religiosa refiere, ha defendido que el capítulo VIII de la exhortación apostólica Amoris Laetitia del Papa Francisco no permite derivar ni la propuesta Kasper (según la cual podría admitirse en la comunión sacramental a personas en situación notoria de adulterio permanente) ni una visión laxa de los mandamientos de la ley de Dios.

Alvarado reivindica los beneficios que la Iglesia católica puede comportar como agente activo socialmente.

Se ha mostrado a favor de una relación estrecha entre la Iglesia católica y la familia. Esta última cumple funciones que son esenciales para una sociedad, entre ellas, la transmisión de la fe y la experiencia religiosa vivida en su seno. Este hecho le ha llevado a impulsar propuestas focalizadas en desarrollar las relaciones entre padres hijos y los desafíos que plantea la coparentalidad, dando luces de cómo contribuir a su fortalecimiento desde el plano pastoral, siguiendo las directrices del Magisterio de la Iglesia.

El dogma de la Trinidad es uno de los más importantes de la fe católica.

Sus preocupaciones teológico-filosóficas le han hecho volver sobre un problema clásico: el problema del dogma de la Santísima Trinidad. La cristiandad ha mantenido abierta durante siglos la discusión sobre cómo reconciliar las siguientes declaraciones de fe:
- Sólo hay un Dios;
- Hay tres personas diferentes, el Padre, el Hijo y el Espíritu Santo;
- Esas tres personas son un solo Dios.

Sin pretender agotar el debate, Alvarado ha estudiado y criticado cuatro importantes tratamientos contemporáneos de la Santísima Trinidad: (1) la teoría social de la Trinidad, (2) la teoría «latina» de la Trinidad, (3) la teoría de la Trinidad basada en identidades relativas, y (4) la teoría de la Trinidad basada en relaciones de constitución.
En conexión con su trabajo realizado en el ámbito metafísico, Alvarado ha rechazado la posibilidad de sustituir los universales por conceptos en la mente de Dios. De hecho, recientemente ha adoptatado una postura radical con respecto la tesis de la simplicidad divina, llegando a defender que el universal de ‘deidad’, Ω, es idéntico a Dios. Por otra parte, y en conexión con el ámbito epistemológico, Alvarado concibe la fe sobrenatural como una forma de conocimiento, defendiendo el valor epistemológico de la revelación divina.

## Publicaciones seleccionadas

### Libros
- Alvarado, J. T. (2002). Hilary Putnam: el argumento de teoría de modelos contra el realismo. Eunsa.
- Alvarado, J. T. (2020). A Metaphysics of Platonic Universals and their Instantiations: Shadow of Universal. Springer. https://doi.org/10.1007/978-3-030-53393-9

### Capítulos de libros
- Alvarado, J. T. (2007). La naturaleza de una ecuación básica. En A. Bobenrieth (Ed.), Ciencias Formales y Filosofía: Selección de Trabajos presentados en las VII Jornadas Rolando Chuaqui K. (págs. 135-154). EDEVAL. https://www.academia.edu/38885008/Ciencias_Formales_y_Filosof%C3%ADa_-_Selecci%C3%B3n_de_trabajos_presentados_en_las_VII_Jornadas_Rolando_Chuaqui_Kettlun

- Alvarado, J. T. (2008). Conceptual Relativity and Structures of Explanation. In M. U. Rivas Monroy, C. C. Silva, & C. Martínez Vidal (Eds.), Following Putnam's Trail: On Realism and Other Issues (pp. 163-183). Editions Rodopi.
- Alvarado, J. T. (2017). Dos ontologías de cúmulos de tropos nucleares. En E. Zerbudis (Ed.), Poderes causales, tropos y otras criaturas extrañas. Ensayos de metafísica analítica (págs. 165-189). Título. https://www.academia.edu/45588403/Poderes_causales_tropos_y_otras_criaturas_extrañas_Ensayos_de_metafísica_analítica
- Alvarado, J. T. (2019). Personas y mentes. En P. López-Silva (Ed.), Discusiones contemporáneas en filosofía de la mente. Voces locales (págs. 13-37). Universidad de Valparaíso. http://www.selecciondetextos.cl/wp-content/uploads/2019/12/Vol7-ST-Ed-Pablo-Lopez-2.pdf
- Alvarado, J. T. (2020). Animalismo y animales racionales. En J. Vidal, & C. Muñoz (Edits.), Perspectivas sobre la subjetividad (págs. 87-109). Editorial Universidad de Concepción. http://editorial.udec.cl/sites/default/files/Perspectivas%20sobre%20la%20subjetividad.pdf
- Alvarado, J. T., & Tugby, M. (2021). A Problem for Natural-Kind Essentialism and Formal Causes. In L. Jansen, & P. Sandstad (Eds.), Neo-Aristotelian perspectives on formal causation (pp. 201-221). Routledge. https://doi.org/10.4324/9780429329821

### Artículos
- Alvarado, J. T. (1994). El carácter individual del nasciturus. Análisis del periodo entre la concepción y la implantación del embrión. Revista Chilena de Derecho, 21(2), 345-350. https://www.jstor.org/stable/41609295
- Alvarado, J. T. (1995). Derecho a la vida y libertad de conciencia. Análisis de un modelo de racionalidad práctica (Comentario de una sentencia). Revista Chilena de Derecho, 22(1), 91-104. https://repositorio.uc.cl/xmlui/bitstream/handle/11534/14642/000178439.pdf
- Alvarado, J. T. (1999). Los Segundos analíticos de Aristóteles sin causalidad. Sobre una interpretación de R. McKirahan. Méthexis, 12, 125-132. https://www.jstor.org/stable/43739158
- Alvarado, J. T. (2002). El argumento de teoría de modelos de Putnam y la metodología para la comprensión de las nociones intencionales. Theoria, 17(3), 541-561. https://addi.ehu.es/bitstream/handle/10810/40393/Theoria%2045%20541-561.pdf?sequence=1&isAllowed=y
- Alvarado, J. T. (2005). Necesidad de origen y metafísica modal. Diánoia, L(54), 3-32. https://www.scielo.org.mx/pdf/dianoia/v50n54/0185-2450-dianoia-50-54-3.pdf
- Alvarado, J. T. (2005). Teorías anti-realistas de la verdad. Revista de Humanidades, 10, 33-43. https://repositorio.unab.cl/xmlui/bitstream/handle/ria/2185/Alvarado_Teorías%20anti-realistas%20de%20la%20verdad_2005.pdf?sequence=1&isAllowed=y
- Alvarado, J. T. (2006). ¿Qué es el espacio ontológico modal? Philosophica, 29, 7-44. https://www.researchgate.net/publication/235636380_Que_es_el_espacio_ontologico_modal
- Alvarado, J. T. (2006). Consecuencias normativas de la naturaleza. Sapientia, 61, 153-170. https://repositorio.uca.edu.ar/bitstream/123456789/12120/1/consecuencias-normativas-naturaleza.pdf
- Alvarado, J. T. (2006). Esencias individuales e identidad primitiva. Epistemología e Historia de la Ciencia, 12, 31-36. https://rdu.unc.edu.ar/bitstream/handle/11086/3032/4-esencias%20individuales.pdf?sequence=1&isAllowed=y
- Alvarado, J. T. (2006). Manifestation and compositionality. Teorema: Revista internacional de filosofía, 25(3), 5-36. https://dialnet.unirioja.es/descarga/articulo/2977180.pdf
- Alvarado, J. T. (2006). Problemas de epistemología modal. Discusiones Filosóficas, 27(10), 33-62. http://www.scielo.org.co/pdf/difil/v7n10/v7n10a02.pdf
- Alvarado, J. T. (2007). Bidimensionalismo epistémico y el espacio ontológico modal. CRÍTICA, Revista Hispanoamericana de Filosofía, 39(117), 3-18. https://doi.org/10.22201/iifs.18704905e.2007.568
- Alvarado, J. T. (January de 2007). Cómo podrían ser las cosas. Nota crítica a: Penelope Mackie, How things might have been. Individuals, kinds and essential properties, Oxford: Clarendon Press, 2006. ResearchGate: https://www.researchgate.net/publication/28246607_Como_podrian_ser_las_cosas_Nota_critica_a_Penelope_Mackie_How_things_might_have_been_Individuals_kinds_and_essential_properties_Oxford_Clarendon_Press_2006
- Alvarado, J. T. (2007). Esencias individuales e identidad primitiva. Analytica - Revista de Filosofia, 11(2), 155-195. https://revistas.ufrj.br/index.php/analytica/article/view/533/488
- Alvarado, J. T. (2007). Mundos posibles como universales estructurales máximos. Una conjetura ontológica. Análisis Filosófico, 27(2), 119-143. http://www.scielo.org.ar/scielo.php?script=sci_arttext&pid=S1851-96362007000200002
- Alvarado, J. T. (2008). ¿Es incoherente la postulación de mundos posibles? Abstracta, 4(2), 148-184. https://www.researchgate.net/publication/228588347_ES_INCOHERENTE_LA_POSTULACION_DE_MUNDOS_POSIBLES
- Alvarado, J. T. (2008). ¿Qué son los mundos posibles? Intus-Legere Filosofía, 2(1), 9-31. https://doi.org/10.15691/0718-5448Vol2Iss1a64
- Alvarado, J. T. (2008). Agnosticismo modal. Anuario Filosófico, XLI(3), 597-620. https://revistas.unav.edu/index.php/anuario-filosofico/article/view/29221/24737
- Alvarado, J. T. (2008). La noción de justificación a priori. Discusiones Filosóficas, 9(2), 97-122. https://revistasojs.ucaldas.edu.co/index.php/discusionesfilosoficas/article/view/652
- Alvarado, J. T. (2008). La transformación en metafísica modal. Estudios de epistemología, 6, 23-34. http://filo.unt.edu.ar/wp-content/uploads/2015/11/epistem_6.pdf
- Alvarado, J. T. (2008). Necesidad de origen e Identidad fundada; consideraciones críticas en torno al argumento de Forbes. Observaciones filosóficas(6), 1-36. https://repositorio.uc.cl/xmlui/bitstream/handle/11534/45572/Necesidad%20de%20origen%20e%20Identidad%20fundada_%20consideraciones%20críticas%20en%20torno%20al%20argumento%20de%20Forbes.pdf?sequence=1&isAllowed=y
- Alvarado, J. T. (2009). Espacios Modales Incompletos. Praxis Filosófica(28), 143-167. https://www.redalyc.org/articulo.oa?id=209014646007
- Alvarado, J. T. (2009). La noción de mundo determinista. Eikasia. Revista de Filosofía(27), 93-109. https://www.academia.edu/2576026/La_noción_de_mundo_determinista
- Alvarado, J. T. (2009). Una teoría causal de la modalidad. Ideas y Valores, 58(140), 173-196. http://www.scielo.org.co/pdf/idval/v58n140/v58n140a08.pdf
- Alvarado, J. T. (2010). Condiciones de identidad para universales trascendentes. Alpha(31), 25-38. https://doi.org/10.4067/S0718-22012010000200003
- Alvarado, J. T. (2010). El problema de los universales. Filosofia Unisinos, 11(2), 112-129. https://doi.org/10.4013/4640
- Alvarado, J. T. (2010). El universal de pluriverso. Revista de Filosofía, 66, 25-44. https://doi.org/10.4067/S0718-43602010000100002
- Alvarado, J. T. (2010). Espacio modal y universales estructurales máximos. Estudios Filosóficos(41), 111-138. http://www.scielo.org.co/pdf/ef/n41/n41a06.pdf
- Alvarado, J. T. (2010). La función de los universales en metafísica modal. Teorema: Revista internacional de filosofía, XXIX(3), 77-101. https://www.academia.edu/2575429/La_función_de_los_universales_en_metafísica_modal
- Alvarado, J. T. (2010). Natural Laws, Modality, and Universals. Epistemologia, 33(2), 255-282. https://www.researchgate.net/publication/235636639_Natural_Laws_Modality_and_Universals
- Alvarado, J. T. (2011). ¿Confieren poderes causales los universales trascendentes? Tópicos. Revista de Filosofía de Santa Fe, 40, 225-257. https://www.scielo.org.mx/pdf/trf/n40/n40a9.pdf
- Alvarado, J. T. (2011). Clases de tropos como universales Ersatz. Trans/Form/Ação, 34(1), 87-114. https://doi.org/10.1590/S0101-31732011000100006
- Alvarado, J. T. (2011). Dios y el problema de los universales. Aporía • Revista Internacional de Investigaciones Filosóficas(1), 42-61. https://ojs.uc.cl/index.php/aporia/article/view/64845
- Alvarado, J. T. (2011). Universales estructurales. Manuscrito: Revista Internacional de Filosofia, 34(2), 471-521. https://doi.org/10.1590/S0100-60452011000200003
- Alvarado, J. T. (2012). El argumento de sustracción para universales trascendentes. KRITERION, 53(125), 263-279. https://doi.org/10.1590/S0100-512X2012000100013
- Alvarado, J. T. (2012). Instantiation as Partial Identity. Organon F, 19(4), 459-487. https://www.researchgate.net/publication/235636517_Instantiation_as_Partial_Identity
- Alvarado, J. T. (2012). La explicación reductiva de los estados de cosas y el regreso de Bradley. Análisis Filosófico, XXXII(2), 155-178. https://doi.org/10.36446/af.2012.99
- Alvarado, J. T. (2012). Libertad de la voluntad y poderes causales. Veritas(26), 107-123. https://doi.org/10.4067/S0718-92732012000100005
- Alvarado, J. T. (2012). Referencia directa en los términos de clases naturales. Reflexiones ontológicas. Areté, 24(2), 231-262. https://doi.org/10.18800/arete.201202.001
- Alvarado, J. T. (2013). Estados de cosas en el tiempo. Revista del Instituto de Filosofía(2), 83-104. https://doi.org/10.22370/rhv2013iss2pp83-104
- Alvarado, J. T. (2013). Fórmulas Barcan de segundo orden y universales trascendentes. Ideas y Valores, LXII(152), 111-131. https://www.redalyc.org/articulo.oa?id=80929837006
- Alvarado, J. T. (2013). Fundación y reducción. Aporía • Revista Internacional de Investigaciones Filosóficas(6), 59-74. https://repositorio.uc.cl/xmlui/bitstream/handle/11534/4493/000625003.pdf
- Alvarado, J. T. (2013). Principios de causalidad y metafísica modal. Revista Latinoamericana de Filosofía, XXXIX(1), 5-42. https://repositorio.uc.cl/xmlui/bitstream/handle/11534/37463/Principios%20de%20causalidad%20y%20metafísica%20modal.pdf
- Alvarado, J. T. (2013). Teorías recientes de la Trinidad. Veritas(29), 189-217 . https://doi.org/10.4067/S0718-92732013000200009
- Alvarado, J. T. (2013). The Relation of Instantiation. Filozofia Nauki, 21(2), 31-49. https://www.researchgate.net/publication/260208205_The_Relation_of_Instantiation
- Alvarado, J. T. (2014). Dos alternativas de ontología angélica. Cuestiones Teológicas, 41(95), 75-96. http://www.scielo.org.co/pdf/cteo/v41n95/v41n95a05.pdf
- Alvarado, J. T. (2014). Estados de cosas y relaciones de fundación. Tópicos. Revista de Filosofía de Santa Fe(28), 93-122. https://doi.org/10.14409/topicos.v0i28.6826
- Alvarado, J. T. (2014). La noción de poder causal. Consecuencias de diferentes teorías modales y causales. Revista Colombiana de Filosofía de la Ciencia, 14(29), 7-32. https://www.redalyc.org/pdf/414/41438646001.pdf
- Alvarado, J. T. (2014). Natural classes of tropes. Filosofia Unisinos, 15(2), 148-160. https://doi.org/10.4013/fsu.2014.152.05
- Alvarado, J. T. (2014). Propiedades determinables, propiedades determinadas y semejanza. Discusiones Filosóficas, 15(24), 129-162. http://www.scielo.org.co/pdf/difil/v15n24/v15n24a08.pdf
- Alvarado, J. T. (2014). Sustratos versus cúmulos. Ontologías alternativas para objetos particulares. Límite. Revista Interdisciplinaria de Filosofía y Psicología, 9(28), 7-34. https://www.researchgate.net/publication/298972583_Sustratos_versus_cumulos_Ontologias_alternativas_para_objetos_particulares
- Alvarado, J. T. (2015). Carmichael acerca de proposiciones y universales. Anuario Filosófico, 46(3), 617-642. https://doi.org/10.15581/009.46.958
- Alvarado, J. T. (2015). Derechos fundamentales, interpretación proporcionalista y consecuencialismo. La relevancia jurídica de las teorías morales fundamentales. Estudios Constitucionales(2), 391-418. https://doi.org/10.4067/S0718-52002015000200013
- Alvarado, J. T. (2015). Dos teorías nucleares de la sustancia. Cuadernos de Filosofía N(33), 29-51. https://revistas.udec.cl/index.php/cuadernos_de_filosofia/article/view/803/1392
- Alvarado, J. T. (2015). Una Definición Implícita de la Existencia. Principia, 19(1), 93-119. https://doi.org/10.5007/1808-1711.2015v19n1p93
- Alvarado, J. T. (2016). ¿Derecho a la felicidad? Díkaion: revista de actualidad jurídica, 25(2), 243-265. https://doi.org/10.5294/dika.2016.25.2.5
- Alvarado, J. T. (2016). ¿Qué es una ‘religión’? Tres teorías recientes. ’Ilu. Revista de Ciencias de las Religiones, 21, 31-49. https://doi.org/10.5209/ILUR.53839
- Alvarado, J. T. (2016). Acompañar, discernir e integrar la fragilidad. El capítulo VIII de Amoris Laetitia. Medellín, XLII(165), 389-414. https://repositorio.uc.cl/xmlui/bitstream/handle/11534/30525/Acompañar%2C%20discernir%20e%20integrar%20la%20fragilidad.%20El%20capítulo%20VIII%20de%20Amoris%20Laetitia.pdf?sequence=1
- Alvarado, J. T. (2016). Identidad personal y ontología de la persona. Universitas Philosophica, 33(66), 77-112. https://doi.org/10.11144/Javeriana.uph33-66.ipop
- Alvarado, J. T. (2016). Inconmensurabilidad de los valores básicos y proporcionalismo. Presupuestos filosóficos de la interpretación proporcionalista de los derechos fundamentales. Revista Chilena de Derecho, 43(1), 311-334. https://ojs.uc.cl/index.php/Rchd/article/view/25039
- Alvarado, J. T. (2016). Nuclear Bundles of Tropes and Ontological Dependence. Disputatio. Philosophical Research Bulletin, 5(6), 205-224. https://gredos.usal.es/bitstream/handle/10366/131926/2016%20Alvarado%20Tropos.pdf?sequence=1&isAllowed=y
- Alvarado, J. T. (2017). Cúmulos de tropos nucleares. Philosophia. Revista de Filosofía, 77(1), 9-46. https://www.redalyc.org/articulo.oa?id=603966972001
- Alvarado, J. T. (2017). La fe sobrenatural y el valor epistemológico del testimonio. TheoLogica: An International Journal for Philosophy of Religion and Philosophical Theology, 1(1), 148-170. https://doi.org/10.14428/thl.v1i1.113
- Alvarado, J. T. (2017). Necesitismo de segundo orden. Eidos: Revista de Filosofía de la Universidad del Norte(26), 268-301. https://www.redalyc.org/articulo.oa?id=85448897011
- Alvarado, J. T. (2018). Aristotelismo y leyes naturales funcionales. Culturas Científicas, 1(1), 46-62. https://www.academia.edu/36787605/ARISTOTELISMO_Y_LEYES_NATURALES_FUNCIONALES
- Alvarado, J. T. (2018). Ethical Problems with the Preimplantation Genetic Diagnosis of Human Embryos. Acta Bioethica, 24(1), 75-83. https://www.scielo.cl/pdf/abioeth/v24n1/1726-569X-abioeth-24-01-00075.pdf
- Alvarado, J. T. (December de 2018). La esencia de la chilenidad. 1-16. https://doi.org/10.13140/RG.2.2.21752.70408
- Alvarado, J. T. (2019). Are Tropes Simple? Teorema: Revista internacional de filosofía, XXXVIII(2), 51-72. https://www.academia.edu/40465183/Are_Tropes_Simple
- Alvarado, J. T. (2019). Emergence and reduction. Filosofia Unisinos, 20(1), 3-12. https://doi.org/10.4013/fsu.2019.201.01
- Alvarado, J. T. (2019). Estructuras fundamentales concretas. Manuscrito: Revista Internacional de Filosofia, 42(1), 121-168. https://doi.org/10.1590/0100-6045.2019.V42N1.JA
- Alvarado, J. T. (2019). Eucaristía, presencia real y viajes en el tiempo. Cuestiones Teológicas, 46(106), 319-350. https://doi.org/10.18566/cueteo.v46n106.a06
- Alvarado, J. T. (2019). Fenomenología de los universales y metafísica de propiedades. ENDOXA(43), 193-226. https://doi.org/10.5944/endoxa.43.2019.20795
- Alvarado, J. T. (2019). Holismo nómico. Tópicos(57), 11-44. https://doi.org/10.21555/top.v0i57.1004
- Alvarado, J. T. (2020). Aristóteles en la metafísica analítica contemporánea. Ápeiron. Estudios de filosofía(13), 11-43. https://dialnet.unirioja.es/servlet/ejemplar?codigo=567377&info=open_link_ejemplar
- Alvarado, J. T. (2020). Universales y Fundación Ascendente. Acerca de T. Scott Dixon (2018), “Upward Grounding”, Philosophy and Phenomenological Research 97, 1, pp. 48-78. Aporía • Revista Internacional de Investigaciones Filosóficas (19), 92-102. https://doi.org/10.7764/aporia.19.14632
- Alvarado, J. T. (2021). A modal-causal argument for a concrete necessary object. Manuscrito: Revista Internacional de Filosofia, 44(4), 374-417. https://periodicos.sbu.unicamp.br/ojs/index.php/manuscrito/article/view/8668929/28260
- Alvarado, J. T. (2021). Tropo de ser y haecceitas. Una interpretación de Alonso Briceño. Síntesis. Revista de Filosofía, 4(1), 27-58. https://doi.org/10.15691/0718-5448Vol4Iss1a346
- Alvarado, J. T. (2022). Fundación y causalidad. ARTIGOS, 63(151), 7-30. https://doi.org/10.1590/0100-512X2021n15101jta
- Alvarado, J. T. (2023). ¿Es la vida una clase natural? Revista Colombiana de Filosofía de la Ciencia, 23(46), 289-311. https://doi.org/10.18270/rcfc.v23i46.4029
- Alvarado, J. T. (2023). La teoría cognitiva de las proposiciones y metafísica de propiedades. Discusiones Filosóficas, 23(41), 31-58. https://doi.org/10.17151/difil.2022.23.41.3
- Alvarado, J. T. (2023). Simplicidad divina radical. TheoLogica: An International Journal for Philosophy of Religion and Philosophical Theology, 8(1), 1-28. https://doi.org/10.14428/thl.v8i1.74633
- Alvarado, J. T., & Pessis García, B. (2015). La “noche oscura del alma” y externalismo sobre la fe. Open Insight, VI(9), 109-140. https://www.scielo.org.mx/pdf/rfoi/v6n9/v6n9a7.pdf
- Alvarado, J. T., & Unwin, C. (2017). Condiciones de Identidad para Organismos. Principia, 21(1), 13-40. https://doi.org/10.5007/1808-1711.2017v21n1p13
- Alvarado, J. T., & Valera, L. (2019). Posthumanismo e hibridación. PENSAMIENTO, 75(283), 307-319. https://doi.org/10.14422/pen.v75.i283.y2019.016
- Alvarado, J. T., Domínguez H., C., Muñoz, C., & Villalón, M. (2019). Reformulación del sistema local de protección de la infancia en el espacio comunal: prevención de la vulneración de derechos. En I. Irarrázaval, E. Piña, M. Letelier, & M. I. Jeldes (Edits.), Propuestas para Chile. Concurso Políticas Públicas 2018 (págs. 283-323). C.I.P. - Pontificia Universidad Católica de Chile. https://politicaspublicas.uc.cl/content/uploads/2019/03/Libro-completo-en-PDF_final-2.pdf
- Alvarado, J. T., Domínguez, C., Salinas, C., Dois, A., Wiegand, P., Velasco, A., Escudero, P., & Rubio, F. (2016). Hacia el fortalecimiento de la coparentalidad: un aporte para la atención pastoral en Chile. Medellín, XLII(165), 453-482. https://repositorio.uc.cl/xmlui/bitstream/handle/11534/31697/Hacia%20el%20fortalecimiento%20de%20la%20coparentalidad-%20un%20aporte%20para%20la%20atención%20pastoral%20en%20Chile.pdf?sequence=1&isAllowed=y
- Alvarado, J. T., Gubbins, J. L., & Morales, D. (2014). Analogía en las atribuciones divinas. Signos Filosóficos, XVI(32), 72-102. https://www.scielo.org.mx/pdf/signosf/v16n32/v16n32a3.pdf
- Alvarado, J. T., Valverde Forttes, P., Domínguez Hidalgo, C., Salinas Suárez Abogada, C., & Herrera Ponce, M. S. (2013). El rol de los padres en la transmisión de valores: la vigencia del valor del respeto. International Journal of Developmental and Educational Psychology, 1(1), 209-216. https://www.redalyc.org/articulo.oa?id=349852058014

### Reseñas
- Alvarado, J. T. (2002). D. Charles, Aristotle on Meaning and Essence, Oxford 2000 (Clarendon Press, xiv + 410 págs.). Méthexis, 15(1), 157-160. https://www.jstor.org/stable/43738681
- Alvarado, J. T. (2002). Tiercelin, Claudine, Hilary Putnam, l’héritage pragmatiste, Presses Universitaires de France, Paris, 2002, 126 págs. Anuario Filosófico(10.15581/009.35.31587), 849-853. https://dadun.unav.edu/bitstream/10171/53832/1/31587-89939-1-PB.pdf
- Alvarado, J. T. (2002). R. J. Hankinson, Cause and Explanation in Ancient Greek Thought, Oxford 1998 (Clarendon Press, xvi + 499 págs.). Méthexis, 15, 173-175. https://www.jstor.org/stable/43738686

### Conferencias, entrevistas y charlas
- Alvarado, J. T. (13 de Agosto de 2017). José Tomás Alvarado: "Le fe es conocimiento, no un sentimiento". (REC: Razón en Cristo) YouTube: https://www.youtube.com/watch?app=desktop&v=qptlMyNv1Bk
- Alvarado, J. T., & Sánchez, F. (Diciembre de 2018). Pensar es Clave - José Tomás Alvarado, Abogado y Doctor en Filosofía. (Radio La Clave) YouTube: https://www.youtube.com/watch?v=x6eCexdlVNM
- Alvarado, J. T., & Sanhueza, S. (19 de Noviembre de 2020). Día Mundial de la Filosofía UdeC 2020 - Metafísica - José Tomás Alvarado. (Filosofía UdeC) YouTube: https://www.youtube.com/watch?v=_vz7pmNHsW0
- Alvarado, J. T., Ávila, P., Mayol, R., & Tallarita, G. (12 de Octubre de 2019). ¿Qué Es la Realidad? - Café del Futuro. (Congreso Futuro) YouTube: https://www.youtube.com/watch?v=jvbr-s3YrRs

### Documentos didácticos y borradores
- Alvarado, J. T. (2017). Sombra de universales. Borrador. https://www.academia.edu/34492919/Sombra_de_universales
- Alvarado, J. T. (2022). Notas de metafísica. Documento Didáctico. Santiago de Chile, Chile: Instituto de Filosofía. Pontificia Universidad Católica de Chile. https://www.academia.edu/72715698/Notas_de_Metafi_sica_